# Hoplolabis (Parilisia) yezoana
Hoplolabis (Parilisia) yezoana is een tweevleugelige uit de familie steltmuggen (Limoniidae). De soort komt voor in het Palearctisch gebied.